# Zanférébougou
Zanférébougou is een gemeente (commune) in de regio Sikasso in Mali. De gemeente telt 4700 inwoners (2009).
De gemeente bestaat uit de volgende plaatsen:
- Mahadougou
- Nangolobougou
- Zanférébougou